# 酵母菌雙雜合系統

酵母菌雙雜合系統，英文為Yeast two-hybrid system，亦簡稱Two-hybrid screening，是一種研究蛋白質交互作用
或蛋白質和DNA交互作用的實驗技術。
此系統的基本原理是報導基因上游的啟動區域與轉錄因子結合後，使下游的報導基因表現。在酵母菌雙雜合系統中將轉錄因子設計為結合區(Binding domain, BD)和活化區(Active domain, AD)，結合區可與基因上游的啟動區域結合，活化區負責活動下游報導基因開始轉錄。

## 歷史
1989年Fields and Song率先開發出這項技術來研究蛋白質間的交互作用，他們最早使用的是Saccharomyces cerevisiae這種酵母菌的GAL4表達系統，這種利用半乳糖影響基因表現原理，來進行研究蛋白質和DNA交互作用、DNA間交互作用的篩選技術，在大腸桿菌中有更多的應用。

## 功用
1. 探討蛋白質對應的生理功能[5]
2. 了解作用需啟用的蛋白質
3. 過濾沒有作用的蛋白質
4. 建立起蛋白質資料庫